# أمين ميموني
امين ميموني (Amine Mimouni) ممثل جزائري، ولد في 18 جويلية 1985 في الجزائر العاصمة.